# Hiroshi Ninomiya (1937)
Hiroshi Ninomiya (二宮 寛, Ninomiya Hiroshi, Tokio, 13 februari 1937) is een Japans voormalig voetballer die als aanvaller speelde. Na zijn actieve loopbaan stapte hij het trainersvak in. Hij was onder meer bondscoach van zijn vaderland  Japan.

## Clubcarrière
In 1955 ging Ninomiya naar de Keio University, waar hij in het schoolteam voetbalde. Nadat hij in 1959 afstudeerde, ging Ninomiya spelen voor Mitsubishi Motors. 1965 werd de ploeg opgenomen in de Japan Soccer League, de voorloper van de J1 League. In 4 jaar speelde hij er 45 competitiewedstrijden en scoorde 8 goals. Ninomiya beëindigde zijn spelersloopbaan in 1968.

## Japans voetbalelftal
Ninomiya debuteerde in 1958 in het Japans nationaal elftal en speelde in totaal twaalf officiële interlands, waarin hij negen keer scoorde.

## Statistieken
| Japans voetbalelftal | Japans voetbalelftal | Japans voetbalelftal |
| Jaar                 | Wed.                 | Dlp.                 |
| -------------------- | -------------------- | -------------------- |
| 1958                 | 2                    | 0                    |
| 1959                 | 9                    | 9                    |
| 1960                 | 0                    | 0                    |
| 1961                 | 1                    | 0                    |
| Totaal               | 12                   | 9                    |